# Nicky Grist
Nicky Grist (* 1. November 1961 in Ebbw Vale) ist ein ehemaliger walisischer Rallye-Beifahrer. Nicky Grists Werksteam-Karriere in der Rallye-Weltmeisterschaft dauerte von 1993 bis 2002. Er gewann 21 Rallyes mit verschiedenen Fahrern und nahm an insgesamt 128 WRC-Wettbewerben teil.

## Leben
Grists erster WRC-Sieg war 1993 bei der Rallye Argentinien mit Juha Kankkunen, der damals dreifacher WRC-Champion war. Grist und Kankkunen gewannen 1993 mit Toyota die Weltmeisterschaft. Grist blieb Kankkunens Beifahrer bis 1997, als er sich Colin McRae mit dem 555 Subaru World Rally Team anschloss.
Grist blieb McRaes Beifahrer bis zur Rallye Neuseeland 2002. Während dieser Zeit gewann das Paar 17 Rallyes, erreichte 27 Podiumsplatzierungen und sammelte insgesamt 183 WRC-Punkte. Zwischen 2002 und 2006 nahmen Grist und McRae auch gemeinsam an einer Reihe einmaliger Rallyes teil.